# Ariomma luridum
Ariomma luridum är en fiskart som beskrevs av Jordan och Snyder, 1904. Ariomma luridum ingår i släktet Ariomma och familjen Ariommatidae. Inga underarter finns listade i Catalogue of Life.